# Karl Vietor
Johann Karl Vietor (* 6. Mai 1861 in Bremen; † 17. Mai 1934 in Hude) war ein deutscher Kaufmann und Bremer Unternehmer.

## Leben
Vietor war der Sohn des Theologen Cornelius Rudolph Vietor (1814–1897), Pastor an der Liebfrauenkirche in Bremen und von Adelheid Luce, die aus einer Bremer Ärztefamilie stammte. Sein Onkel Johann Karl Vietor war ebenfalls Kaufmann und Unternehmer. Seine Schwester war die Pädagogin Anna Vietor. Er wuchs in einem sehr großen Geschwisterkreis auf. Er besuchte das Alte Gymnasium in Bremen. 
Er wurde Tabakhändler und trat 1884 in die von seinem Großvater gegründete und dann von seinem gleichnamigen Onkel geleitete Firma Friedrich M. Vietor & Söhne ein. Die Firma war in Westafrika tätig. 1888 gründete er in der ehemaligen deutschen Kolonie Togo die Firma J.K. Vietor und richtete mehrere Niederlassungen und Tochterfirmen in Westafrika ein. In Bremen befand sich seit 1886 der Sitz des Unternehmens Vor dem Stephanikirchhof/Diepenauer Straße im Stephaniviertel. Der spätere Pastor, Missionsdirektor und Professor Carl Paul war von 1888 bis 1890 während seiner Zeit als Kandidat der Theologie der Hauslehrer der Großkaufmannsfamilie Karl Vietor in Bremen.
Vietor unterstützte die seit 1851 in Bremen ansässige Norddeutsche Mission (auch Bremen Mission genannt) und war seit 1900 im Vorstand der Gesellschaft. Er war zudem Diakon der St. Stephanikirche in Bremen. Politisch wirkte er in der konservativen Christlich-soziale Partei (CSP) und gehörte ihrem Hauptvorstand an. Vietor machte sich sehr verdient bei der Gründung des Vereins Bremer Exporteure e. V. von 1908. Er war auch seit 1911 im Vorstand der Deutschen Kolonialgesellschaft. Weiterhin war er in zahlreichen anderen Vereinen tätig. 
Durch den Ersten Weltkrieg musste seine Firma schwere Rückschläge hinnehmen. Sie produzierte nun Schmieröl. 1921 war sie wieder in Liberia, Togo und Goldküste tätig. 1931 musste die Firma während der Weltwirtschaftskrise Konkurs anmelden.